# Каллидин

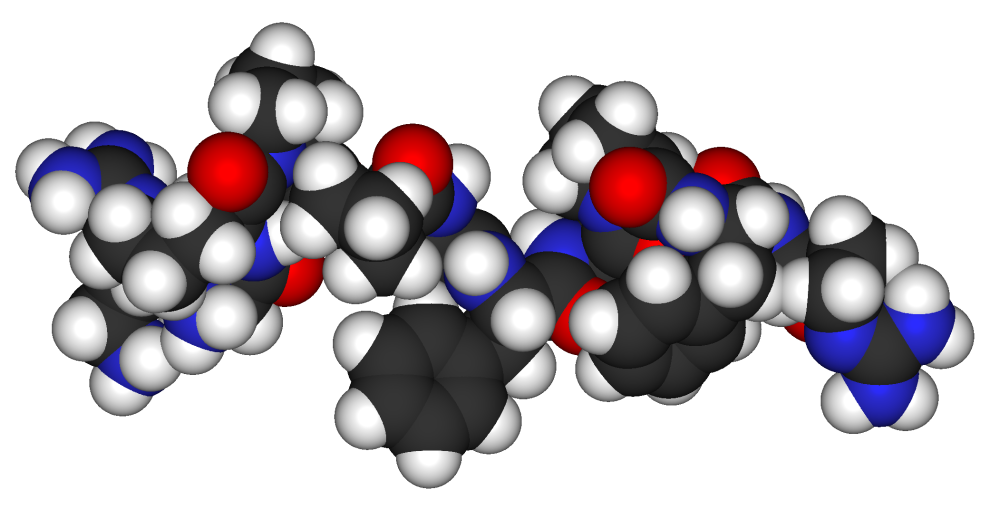
Каллидин

Каллидин (син. лизил-брадикинин) — полипептид (состоит из десяти остатков аминокислот), кинин, образующийся в ответ на повреждение из кининогена под действием калликреина. От брадикинина каллидин отличается наличием дополнительной аминокислоты на N-конце молекулы (лизин). Аминопептидаза катализирует распад каллидина до брадикинина.
Кинины каллидин и брадикинин вызывают вазодилатацию и сокращение гладких мышц, являются компонентами кинин-калликреиновой системы.